# 2003 US291
2003 US291, também escrito como 2003 US291, é um objeto transnetuniano que está localizado no Cinturão de Kuiper, uma região do Sistema Solar. Este corpo celeste é classificado como um provável cubewano. Ele possui uma magnitude absoluta de 7,1 e tem um diâmetro estimado com 167 km.

## Descoberta
2003 US291 foi descoberto no dia 22 de outubro de 2003 pelo astrônomo Marc W. Buie.

## Órbita
A órbita de 2003 US291 tem uma excentricidade de 0,000 e possui um semieixo maior de 44,922 UA. O seu periélio leva o mesmo a uma distância de 44,922 UA em relação ao Sol e seu afélio a 44,922 UA.